# Argentinsko-hrvatska gospodarska komora
Argentinsko-hrvatska gospodarska komora (CACIC) je dvonacionalna organizacija koja promiče i podupire gospodarsku suradnju između Republike Hrvatske i Argentinske Republike te posredno između Europske unije i Mercosura. Osnovana je 1991. godine sa sjedištem u Buenos Airesu kao nevladina organizacija, što je čini najstarijom hrvatskom dvonacionalnom komorom.